# Grand Prix moto d'Ulster 1971
Le Grand Prix moto d'Ulster 1971 est la dixième manche du championnat du monde de vitesse moto 1971. La compétition s'est déroulée le 14 août 1971 sur le circuit de Dundrod dans le comté d'Antrim (Irlande). C'est la 43e édition du Grand Prix moto d'Ulster et la 23e et dernière édition comptant pour le championnat du monde.

## Résultats des 500 cm³
| Pos  | Pilote          | Moto      | Temps/Écart       | Points |
| ---- | --------------- | --------- | ----------------- | ------ |
| 1    | Jack Findlay    | Suzuki    | 1 h 10 min 05 s 0 | 15     |
| 2    | Rob Bron        | Suzuki    | +59 s 2           | 12     |
| 3    | Tommy Robb      | Seeley    | +1 min 28 s 8     | 10     |
| 4    | Percy Tait      | Seeley    | +1 min 50 s 0     | 8      |
| 5    | Gerry Mateer    | Norton    | +1 min 54 s 6     | 6      |
| 6    | Bo Granath      | Husqvarna | +2 min 52 s 8     | 5      |
| 7    | Wilf Herron     | Seeley    | +3 min 12 s 4     | 4      |
| 8    | Ron Chandler    | Kawasaki  | +3 min 13 s 6     | 3      |
| 9    | Dudley Robinson | Yamaha    | +3 min 15 s 8     | 2      |
| 10   | Stan Woods      | Norton    | +3 min 16 s 6     | 1      |
| 11   | Charlie Dobson  | Seeley    | + ?               |        |
| 12   | Robert Graham   | Norton    | + ?               |        |
| 13   | Alan Lawton     | Norton    | + ?               |        |
| 14   | Derek Lee       | Matchless | + ?               |        |
| 15   | Roy Reid        | Norton    | + ?               |        |
| 16   | Brian Moses     | Norton    | + ?               |        |
| 17   | Barry Scully    | Scott     | + ?               |        |
| 18   | Bob Ramsey      | Seeley    | + ?               |        |
| 19   | Chris Neve      | Triumph   | + ?               |        |
| Abd. | ...             | ...       | Abandon           |        |

## Résultats des 350 cm³
| Pos | Pilote          | Moto   | Temps             | Points |
| --- | --------------- | ------ | ----------------- | ------ |
| 1   | Peter Williams  | MZ     | 1 h 10 min 23 s 6 | 15     |
| 2   | Dieter Braun    | Yamaha | + ?               | 12     |
| 3   | Tony Jefferies  | Yamsel | + ?               | 10     |
| 4   | John Williams   | Honda  | + ?               | 8      |
| 5   | Steve Machin    | Yamaha | + ?               | 6      |
| 6   | Mick Chatterton | Yamaha | + ?               | 5      |
| 7   | Denis Gallagher | Yamaha | + ?               | 4      |
| 8   | Billie McCosh   | Yamsel | + ?               | 3      |
| 9   | Wilfred Herron  | Yamaha | + ?               | 2      |
| 10  | Peter Berwick   | Yamaha | + ?               | 1      |
| 11  | ...             | ...    | + ?               |        |

## Résultats des 250 cm³
| Pos | Pilote           | Moto   | Temps            | Points |
| --- | ---------------- | ------ | ---------------- | ------ |
| 1   | Ray McCullogh    | Yamsel | 1 h 07 min 2 s 4 | 15     |
| 2   | Jarno Saarinen   | Yamaha | + ?              | 12     |
| 3   | Dieter Braun     | Yamaha | + ?              | 10     |
| 4   | Peter Williams   | MZ     | + ?              | 8      |
| 5   | Steve Machin     | Yamaha | + ?              | 6      |
| 6   | Rodney Gould     | Yamaha | + ?              | 5      |
| 7   | Gyula Marsovszky | Yamaha | + ?              | 4      |
| 8   | Ian Richards     | Yamaha | + ?              | 3      |
| 9   | Billie Henderson | Yamaha | + ?              | 2      |
| 10  | Stan Woods       | Yamaha | + ?              | 1      |
| 11  | ...              | ...    | + ?              |        |

## Résultats des side-cars
| Pos | Pilote                | Passager           | Moto    | Temps         | Points |
| --- | --------------------- | ------------------ | ------- | ------------- | ------ |
| 1   | Horst Owesle          | Peter Rutterford   | BMW     | 48 min 42 s 8 | 15     |
| 2   | Siegfried Schazu      | Wolfgang Kalauch   | BMW     | + ?           | 12     |
| 3   | Heinz Luthringshauser | Hans-Jürgen Cusnik | BMW     | + ?           | 10     |
| 4   | Arsenius Butscher     | Josef Huber        | BMW     | + ?           | 8      |
| 5   | Georg Auerbacher      | Hermann Hahn       | BMW     | + ?           | 6      |
| 6   | Jean-Claude Castella  | Albert Castella    | BMW     | + ?           | 5      |
| 7   | Jeff Gawley           | Graham Alcock      | BMW     | + ?           | 4      |
| 8   | Pat Sheridan          | Phillip Smith      | BSA     | + ?           | 3      |
| 9   | Fred Cornbill         | Gordon Tinkler     | Triumph | + ?           | 2      |
| 10  | Joe Coxon             | Billy Costello     | BSA     | + ?           | 1      |
| 11  | ...                   | ...                | ...     | + ?           |        |